# Zisterzienserinnenkloster Sion Ten Dale

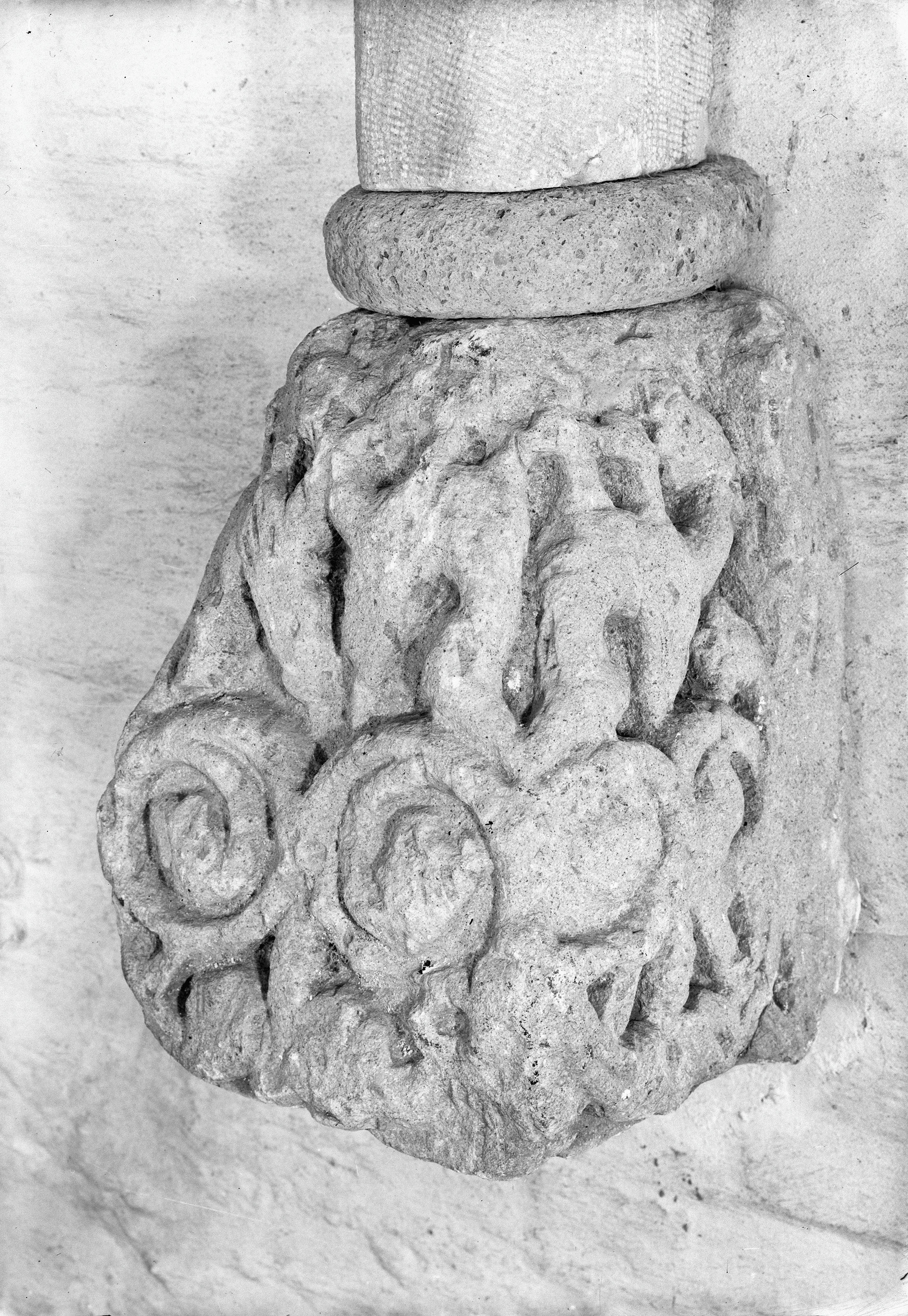
Kapitel aus dem Kloster Sion

Das Zisterzienserinnenkloster Sion Ten Dale (auch: Sion oder Syon) war von 1180 bis 1580 ein Kloster der Zisterzienserinnen in Niawier (heute Gemeinde Noardeast-Fryslân), Provinz Friesland in den Niederlanden. (Das Kloster ist nicht zu verwechseln mit der Trappistenabtei Diepenveen, die 1895 den Namen Unsere Liebe Frau von Sion übernahm.)

## Geschichte
Abt Eiso von Kloster Klaarkamp gründete in der zweiten Hälfte des 12. Jahrhunderts nordöstlich Dokkum das Nonnenpriorat Onze Lieuve Vrouw ten Dale (Unsere Liebe Frau vom Tal), bekannt als Kloster Sion. Die Gebäude wurden zum Schutz gegen Sturmfluten auf einer meterhohen Warft errichtet. Sion vom Tal gründete im 12. oder 13. Jahrhundert in Damwoude, südlich Dokkum, das Tochterkloster Sion Ten Berch (Sion vom Berg), das seinerseits das Nijeklooster/Nyekleaster in Scharnegoutum besiedelte. Das Kloster Sion Ten Dale wurde 1571 von den Geusen geplündert und 1580 zerstört. Bis 1880 waren noch Reste vorhanden. Heute erinnern nur noch die Namen der Festhalle „Nij Sion“ (Neu Sion) in Niawier und des Krankenhauses „Sionsberg“  in Dokkum an das einstige Kloster.